# The Deuce
The Deuce és una sèrie de televisió estatunidenca en 25 episodis d'aproximadament 59 minuts creada i escrita per l'autor i antic periodista David Simon i el seu col·laborador George Pelecanos, i difosa entre el 10 de setembre de 2017 i el 28 d'octubre de 2019 a HBO.
La sèrie té com a tema la legalització i l'ascensió de la indústria pornogràfica a Nova York al començament dels anys 1970. Els temes abordats tracten de l'epidèmia de la droga i l'explosió immobiliària en aquest període. El títol de la sèrie ve del malnom del carrer 42 de Manhattan entre Broadway i la 8a .

## Sinopsi
A la ciutat de Nova York, empitjoren la violència i els delictes per la droga. Els germans bessons Vincent i Frankie Martino s'enfronten la màfia que afecta a Times Square, lloc on viu igualment Candy, una prostituta que es mou cap a la indústria naixent de la pornografia

## Repartiment

### Actors principals

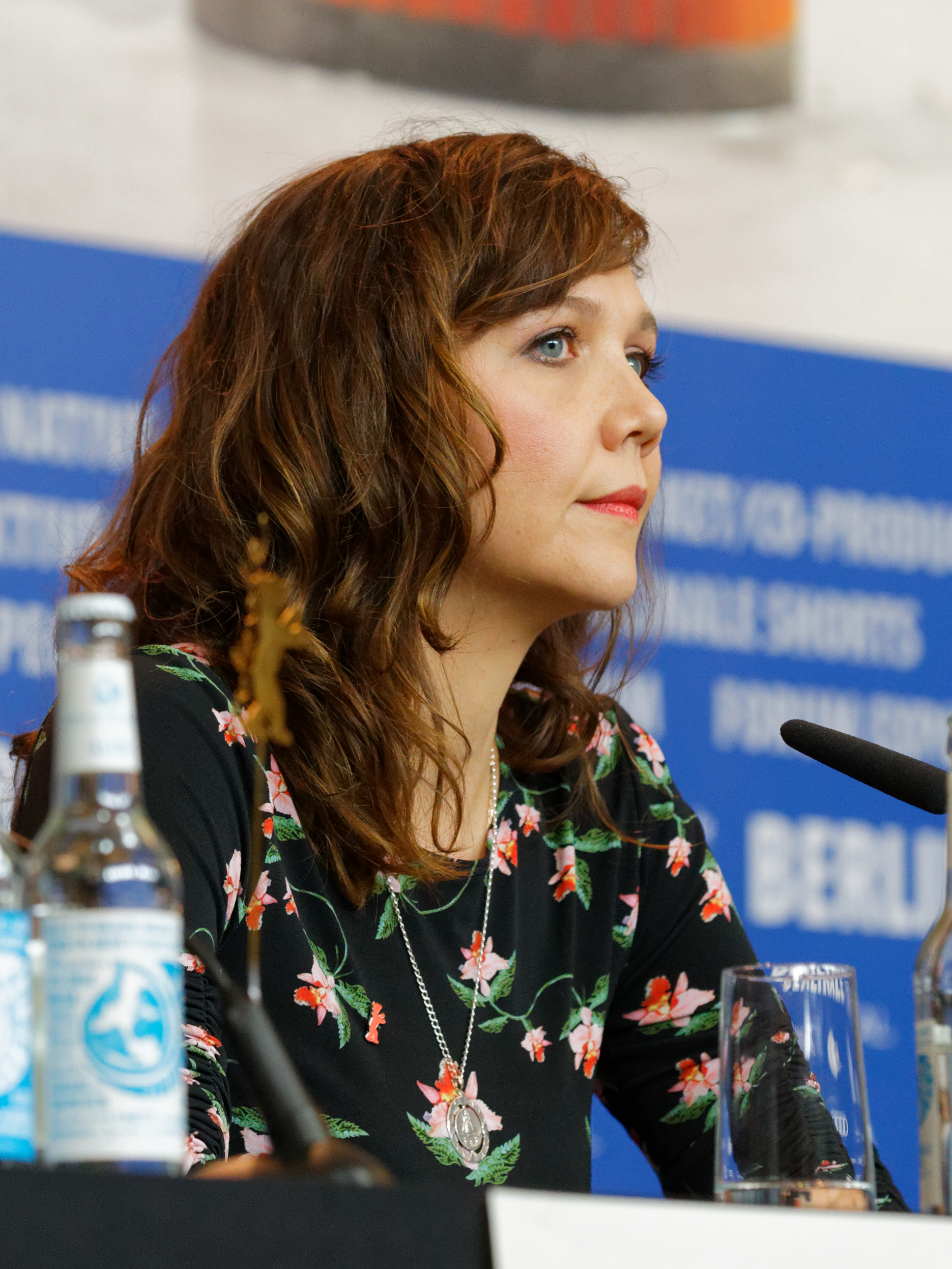
L'actriu principal Maggie Gyllenhaal, l'any de llançament de la sèrie.

- James Franco: Vincent Martino i Frankie Martino, germans bessons que viuen a Times Square[3]
- Maggie Gyllenhaal: Eileen « Candy » Merrell[4]
- Gbenga Akinnagbe: Larry Brown, un xulo
- Chris Bauer: Bobby Dwyer, cunyat de Vincent i Frankie Martino[5]
- Gary Carr: C.C[6]
- Chris Coy: Paul Hendrickson[7]
- Dominique Fishback: Darlene, una jove prostituta
- Lawrence Gilliard Jr: Chris Alston, un policia del NYPD[8]
- Margarita Levieva: Abigail « Abby » Parker, una estudiant
- Emily Meade: Lori
- Natalie Paul: Sandra Washington, una periodista que investiga les xarxes del sexe a Times Square
- Michael Rispoli: Rudy Pipilo, un mafiós[9]
- Luke Kirby: Gene Goldman
- Jamie Neumann: Ashley
- David Krumholtz: Harvey Wasserman[10]
- Daniel Sauli: Tommy Longo
- Olivia Luccardi: Melissa
- Sepideh Moafi; Loretta

### Actors recurrents
- Pernell Walker: Ruby « Thunder Thighs / Maxi Cuixes »
- Don Harvey: Danny Flanagan[6]
- Mustafa Shakir: Big Mike[7]
- Anwan Glover: Leon[3]
- Ralph Macchio: Oficial Haddix[11]
- Zoe Kazan: Andrea, la dona de Vincent[12]
- James Ciccone: Carmine Patriccia
- Garry Pastore: Matthew Ianniello
- Matthew James Ballinger: Gentle Richie, un xulo
- Finn Robbins : Adam, fill d'Eileen « Candy » Merrell.
- Gino Vento : Carlos, conductor i guardaespatlles de Rudy Pipilo.
- Aaron Dean Eisenberg: Todd Lang, un actor
- Tariq Trotter: Reggie Love, un xulo
- Method Man: Rodney, un xulo
- Kayla Foster: Barbara
- Roberta Colindrez: Irene

## Producció
El rodatge del pilot debuta a l'octubre 2015. Un desenvolupament en sèrie va ser decidit al gener 2016. La primera temporada comprèn vuit episodis HBO posa el pilot a disposició sobre el seu servei de vídeo a la demanda el 25 d'agost de 2017
El 19 de setembre de 2017, HBO va renovar la sèrie per a una segona temporada.
El 20 de setembre de 2018, la sèrie és renovada per a una tercera temporada, que serà l'última.

## Rebuda de la crítica
The Deuce ha rebut molt bones crítiques. A Metacritic, la sèrie obté un resultat de 82 sobre 100 basat en cinc crítiques. A Rotten Tomatoes, la sèrie obté un 100% d'aprovació amb una mitjana de 8,62 sobre 10 basada en set crítiques.
Daniel Fienberg del diari The Hollywood Reporter li dona una molt bona crítica, lloant el conjunt del repartiment. Charles Bramesco del Guardian li dona 5 estrelles.